# Cristóbal de Morales
Cristóbal de Morales (Sevilha, 1500 - Málaga ou Marchena, 1553) é um dos principais representantes da escola polifônica andaluza e um dos três grandes, junto com Juan Vásquez e Francisco Guerrero da composição polifônica espanhola do Renascimento.